# South Beloit
South Beloit är en stad (city) i Winnebago County, i delstaten Illinois, USA. Enligt United States Census Bureau har staden en folkmängd på 7 856 invånare (2011) och en landarea på 15,3 km².